# المواضع التي يجب فيها كسر همزة إن
من الحروف الناسخة (إنَّ) و(أنَّ)، ولكلٍّ منهما موضع، ولا يصح استبدال إحداهما بالأخرى، وفيما يأتي المواضع التي يجب فيها كسر همزة (إنَّ)

## المواضع التي يجب فيها كسر همزة (إنَّ)
يجب كسر همزة (إنَّ) في كل موضع لا يصح أن تؤول فيه مع معموليها بمصدر، وذلك في الأحوال التالية:
| الموضع الذي يجب فيه كسر همزة (إنَّ) | مثاله                                                                                                  |
| --------------------------------- | --- |
| إذا وقعت في ابتداء الكلام         | ﴿إِنَّا أَعْطَيْنَاكَ الْكَوْثَرَ﴾                                                                                   |
| إذا وقعت في صدر جملة جواب القسم   | ﴿قُلْ إِي وَرَبِّي إِنَّهُ لَحَقٌّ﴾                                                                                   |
| إذا وقعت في صدر جملة الصلة        | جاء الذي إِنَّهُ محبوب                                                                                     |
| إذا وقعت في صدر الجملة الحاليَّة    | أقْبلَ الطفلُ وإِنَّهُ يبكي                                                                                   |
| إذا وقعت بعد (ألَا) الاستفتاحية    | ﴿أُوْلَئِكَ حِزْبُ اللَّهِ أَلا إِنَّ حِزْبَ اللَّهِ هُمُ الْمُفْلِحُونَ﴾                                                           |
| إذا وقعت بعد القول                | ﴿قُلْ إِنِّي لَا أَمْلِكُ لَكُمْ ضَرًّا وَلَا رَشَدًا﴾                                                                      |
| إذا وقعت بعد (كلَّا)                | ﴿كَلَّا إِنَّ كِتَابَ الْأَبْرَارِ لَفِي عِلِّيِّينَ﴾                                                                        |
| إذا وقعت بعد (إذ)                 | تعلمِ النحوَ إذ إنَّهُ سهل                                                                                  |
| إذا وقعت بعد (حيث)                | زرتُكَ حيثُ إِنَّكَ مريض                                                                                      |
| أن تقع في صدر جملة استئنافية      | يَزعُمُ فلانٌ أني أسأتُ إليه، إنه لكاذبٌ                                                                     |
| أن تقع في خبرها لام الإبتداء      | ﴿واللهُ يَعلمُ إنكَ لرسولُه، واللهُ يشهدُ إنَّ المُنافقينَ لكاذبون﴾ وكـقولنا: علمتُ إنكَ لمجتهدٌ                     |
| أن تقع مع مابعدها خبرًا عن اسم عين | ﴿إِنَّ الَّذِينَ آمَنُوا وَالَّذِينَ هَادُوا وَالصَّابِئِينَ وَالنَّصَارَىٰ وَالْمَجُوسَ وَالَّذِينَ أَشْرَكُوا إِنَّ اللَّهَ يَفْصِلُ بَيْنَهُمْ يَوْمَ الْقِيَامَةِ ۚ﴾ |